# علم فرنسا
علم فرنسا (بالفرنسية Drapeau national de la France) هو علم ثلاثي اللون، يحتوي على ثلاثة أعمدة ملونة (من اليسار إلى اليمين) بالألوان: الأزرق، والأبيض، والأحمر. تم اختيار هذه الألوان تأثراً بعلم هولندا الذي يحمل نفس الألوان، والذي كان موجوداً لأكثر من قرنين قبل تصميم العلم الفرنسي. استخدم العلم لأول مرة في عام 1789، بعد الثورة الفرنسية، وأصبح علم فرنسا الرسمي في 15 فبراير 1794. الألوان الأحمر، والأبيض، والأزرق يدلان على الحرية، والمساواة، والإخاء، والتي كانت غايات الثورة الفرنسية. اللونان الأزرق والأحمر هما أيضاً لونا الشرف لمدينة باريس، العاصمة الفرنسية، بينما اللون الأبيض هو لون بيت البوربون الملكي.
العلم الوطني من فرنسا
(المعروفة في اللغة الفرنسية الفرنسية« drapeau tricolore «،» drapeau français ، وبلغة عسكرية،« ليه couleurs ) هو لون من الألوان الثلاثة يضم ثلاثة نطاقات رأسية الملكي الزرقاء (رفع الجانب)، والأبيض، والأحمر. ومن المعروف أن المتحدثين باللغة الإنجليزية مثل  الفرنسية «الألوان الثلاثة' أو ببساطة  الألوان الثلاثة.
الحكومة الملكية تستخدم إشارات كثيرة، أشهرها كونها الدرع الأزرق والأصفر فلور دي الدعاوى على خلفية بيضاء، أو علم الدولة. وارتدى في وقت مبكر من الفرنسية الثورة وميليشيا باريس، التي لعبت دورا بارزا في اقتحام الباستيل، وهو شارة المكونة من اللونين من الألوان الأزرق والأحمر في المدينة، والتقليدية. ووفقا ل موتير دو جيلبرت،  لافاييت، أبيض، و"لون الفرنسية القديمة"، وأضيف إلى عقدة شريط القبعة لإنشاء ميليشيا الألوان الثلاثة، أو وطنية، شارة المكونة من اللونين.<ref name="Lafayette">ماري جوزيف بول إيف دو روش جيلبرت موتير لافاييت (المركيز دي)، «مذكرات والمراسلات والمخطوطات من لافاييت العامة»، المجلد. 2 ص وأصبح 252. <المرجع / شارة المكونة من اللونين هذا جزءا من الزي الرسمي للحرس [الوطنية] (فرنسا) | الحرس الوطني]]، والتي نجحت الميليشيات وكان بقيادة لافاييت. الألوان وتصميم شارة المكونة من اللونين هي أساس علم ساو باولو، الذي اعتمد في 1790. واعتمد تصميم تعديلها من قبل جاك لويس ديفيد في 1794. واستخدم العلم الصلبة البيضاء خلال بوربون ترميم في 1815-1830، ولكن تم استخدام الألوان الثلاثة منذ ذلك الحين.

## التصميم
تنص المادة 2 من الدستور الفرنسي لعام 1958 على أن "الشعار الوطني هو العلم ثلاثي الألوان، الأزرق والأبيض والأحمر". ولم يحدد أي قانون ظلال هذه الألوان الرسمية.
كان الشريط الأزرق عادة باللون الأزرق الداكن؛ ولكن الرئيس فاليري جيسكار ديستان قدم نسخة باللون الأزرق الفاتح (والأحمر الفاتح قليلاً) في عام 1976. وجرى استخدام كلا الإصدارين منذ ذلك الحين. عادةً ما ترفع قاعات المدينة والمباني العامة والثكنات النسخة الداكنة من العلم، ولكن النسخة الأخف كانت تستخدم أحيانًا حتى في مباني الدولة الرسمية.
في 13 يوليو 2020، عاد الرئيس إيمانويل ماكرون، دون أي تصريح ودون أوامر للمؤسسات الأخرى لاستخدام نسخة معينة، إلى اللون الداكن لقصر الإليزيه الرئاسي، كرمز للثورة الفرنسية. وقد قوبلت هذه الخطوة بتعليقات مؤيدة ومعارضة للتغيير، ولكن لوحظ أن كلا من الأعلام الداكنة والفاتحة كانت قيد الاستخدام منذ عقود.
حاليًا، العلم أعرض مرة ونصف من ارتفاعه (أي بنسبة 2:3)، وباستثناء البحرية الفرنسية، له خطوط متساوية العرض. في البداية، لم تكن خطوط العلم الثلاثة متساوية في العرض، حيث كانت بنسب 30 (أزرق)، 33 (أبيض) و 37 (أحمر). في عهد نابليون الأول، غُيّرت النسب لجعل عرض الخطوط متساويًا، ولكن بموجب لائحة مؤرخة في 17 مايو 1853، عادت البحرية إلى استخدام النسب 30:33:37، والتي تستمر الآن في استخدامها، كرفرفة للسفن. العلم يجعل الأجزاء البعيدة عن حبال الراية تبدو أصغر.

ويستخدم العلم خلفية للتصوير الفوتوغرافي
عندما يكون من المتوقع أن يتم تصوير الرئيس الفرنسي في حدث رسمي أو متلفز، غالبا ما يستخدم العلم ذو الشريط الأبيض الأضيق كخلفية؛ سيظهر العلم القياسي، عن قرب، باللون الأبيض فقط.

## وصلات خارجية
- فرنسا

1. ↑  "معلومات عن علم فرنسا على موقع snl.no". snl.no. مؤرشف من الأصل في 2020-02-29.
2. ↑  "معلومات عن علم فرنسا على موقع britannica.com". britannica.com. مؤرشف من الأصل في 2019-07-09.
3. ↑  "معلومات عن علم فرنسا على موقع babelnet.org". babelnet.org. مؤرشف من الأصل في 2019-04-05.